# Calohystricia velutina
Calohystricia velutina là một loài ruồi trong họ Tachinidae.